# Hans de Witte
Hans de Witte (dal 1624 de Witte Ritter von Lilienthal; Anversa, 1583 – Praga, 11 settembre 1630) fu un finanziere e banchiere imperiale calvinista ed ebreo di corte durante la Guerra dei trent'anni.

## Biografia
Hans de Witte, cavaliere di Lilienthal, elevato alla nobiltà boema dall'imperatore Ferdinando II il 9 maggio 1624, fu un calvinista delle Fiandre e finanziere. Nel 1622 ottenne in concessione dall'imperatore Ferdinando II il diritto di coniare moneta, insieme a Jacob Bassevi, Carlo del Liechtenstein, Alberto di Wallenstein e Paul Michna di Waitzenhofen. Questo consorzio attuò una svalutazione monetaria, che portò a una forte inflazione e carestia, ma che inizialmente arricchì i concessionari della zecca.
Hans de Witte era uno dei membri del consiglio direttivo della corporazione dei mercanti di Praga in Boemia e l'affittuario ufficiale del diritto di conio della moneta dell'amministrazione finanziaria imperiale. Lui e altri individui, insieme al Consorzio monetario di Praga, con un contratto del 18 gennaio 1622, assunsero il controllo dell'intero sistema monetario in Boemia, Moravia e Austria, al di sopra e al di sotto dell'Enns fino al 16 febbraio 1623, in cambio di un contratto di locazione di sei milioni di fiorini in monete svalutate. Nel corso di quell'anno, l'inflazione che ne derivò rovinò gli abitanti di quei paesi.
Hans de Witte von Lilienthal, che aveva anticipato la maggior parte del canone di affitto, perse in breve tempo la ricchezza così acquisita. Nell'agosto del 1630 era insolvente e non era più in grado di erogare ulteriori prestiti a Wallenstein, destituito dalla carica di comandante, per sostenere finanziariamente la sua carriera politico-militare e la sua vita privata. Questo lo abbandonò senza pietà. L'11 settembre 1630 Hans de Witte si suicidò, gettandosi in un pozzo dietro la sua casa nel Kleinseite di Praga.
Dopo la fine della Guerra dei trent'anni nel 1648, vi furono numerosi altri esempi di finanziamento delle guerre mediante il prestito del diritto di conio a ebrei di corte e la conseguente inflazione dovuta alla svalut dazione della moneta, con tutte le conseguenze che ne derivano.

## Nella cultura di massa
- Seconda e terza parte del film televisivo in quattro parti Wallenstein, Germania 1978, prima trasmissione il 22 novembre 1978 su ZDF[2].
- Glauben, Leben, Sterben – Menschen im Dreißigjährigen Krieg,  docu-drama di Stefan Ludwig, prima trasmissione il 25 giugno 2018 su ARD